# Castel dell’Ovo
A Castel dell’Ovo (jelentése Tojásvár) egy nápolyi vár.

## Elnevezése
A reneszánsz idején a vár nevével kapcsolatban született egy monda, amely szerint Vergilius – akit szívesen szerepeltettek varázslóként is – a vár egyik szobájában felfüggesztett egy vaskalitkát, benne egy lezárt üveggel, abban egy tojással és azt mondta, hogy ameddig az el nem törik, a vár urának baja nem lesz. A monda szerint I. Johanna nápolyi királynő uralkodása idején eltörött a tojás, és hiába tettek helyébe másikat, a végzet beteljesedett, és családjának sok tagja itt végezte életét, többek közt az utolsó Anjou, II. Johanna is.

## Története
A vár Megarisz (olaszul Megaride) kis szigetén áll, ahol az első cumaei telepesek az i. e. 4. században megalapították a régi város magvát. Az 1. században egy római patrícius, Lucius Licinius Lucullus villát építtetett ezen a helyen, amit az 5. század elején III. Valentinianus római császár megerősített. Az utolsó nyugatrómai császár, Romulus Augustus ide vonult vissza, miután Odoaker 476-ban elűzte. Eugippius 492-ben kolostort emeltetett itt.
A római kori épületeket a 9. században a helyi lakosok lebontották, nehogy a szaracén fosztogatók elfoglalják őket. Az első várat ezen a helyen a normannok építették, a 12. században. Jelentőségéből az I. Anjou Károly által elképzelt Castel Nuovo felépítése után veszített. A Castel dell'Ovo a királyi udvartartás és kincstár székhelye lett. 1387. április 19-én, a Castel dell’Ovo falai között keltek László nápolyi király levelei, amelyekben atyja, II. Károly halálával együtt a magyar királyi méltóság birtokbavételét is közhírré tette, Zsigmond magyar király ellenében.
A vár mai formáját az aragón fennhatóság alatt kapta (15. század). Az itáliai háborúk során a franciák és a spanyolok is ágyúzták. A Nápolyi Köztársaság felkelői 1799-ben a Bourbon-pártiakat lőtték innen.
Az 1800-as években kis halászfalu alakult a vár tövében, Borgo Marinari. A falucska ma is létezik, viszont inkább vendéglőiről és motorcsónak-kikötőjéről ismert.
A vár ma a nápolyi ifjú házasok kedvelt fényképháttere.

## A vár elrendezése
A várat 100 m hosszú földnyelv köti össze a szárazfölddel, melynek elején két bástya áll.
A vár szögletes, kb. 200 m hosszú és 45 m széles. A belső épületekben kiállításokat és különféle rendezvényeket tartanak. A kastély mögötti nyúlványt eredetileg kikötőnek használták. A vár délkeleti oldalán impozáns kerek torony áll.

## Képgaléria

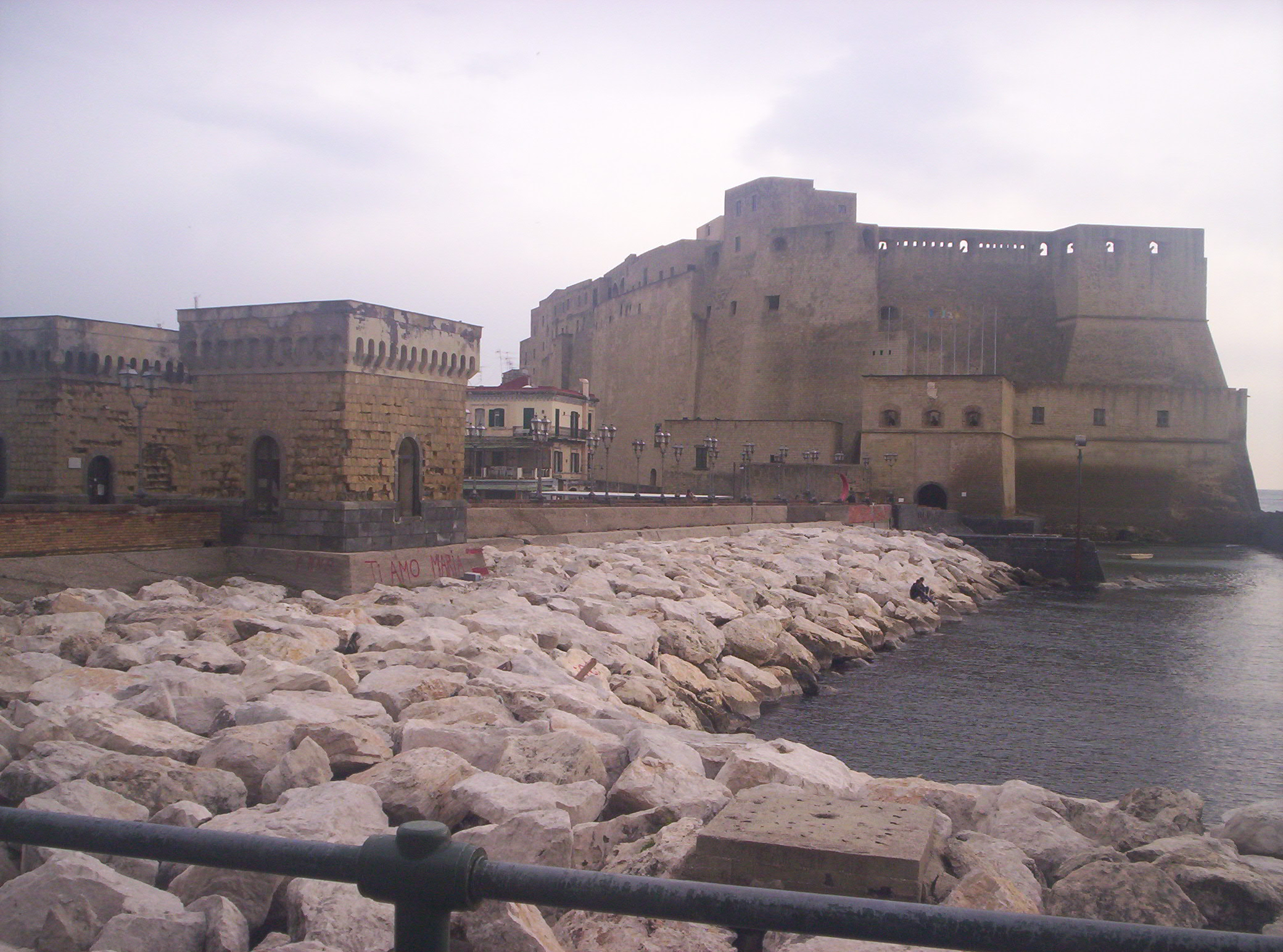
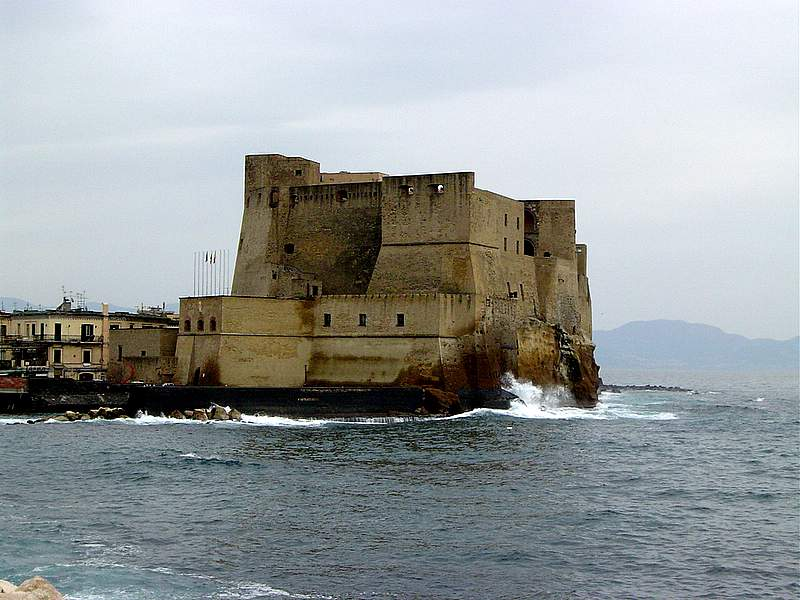
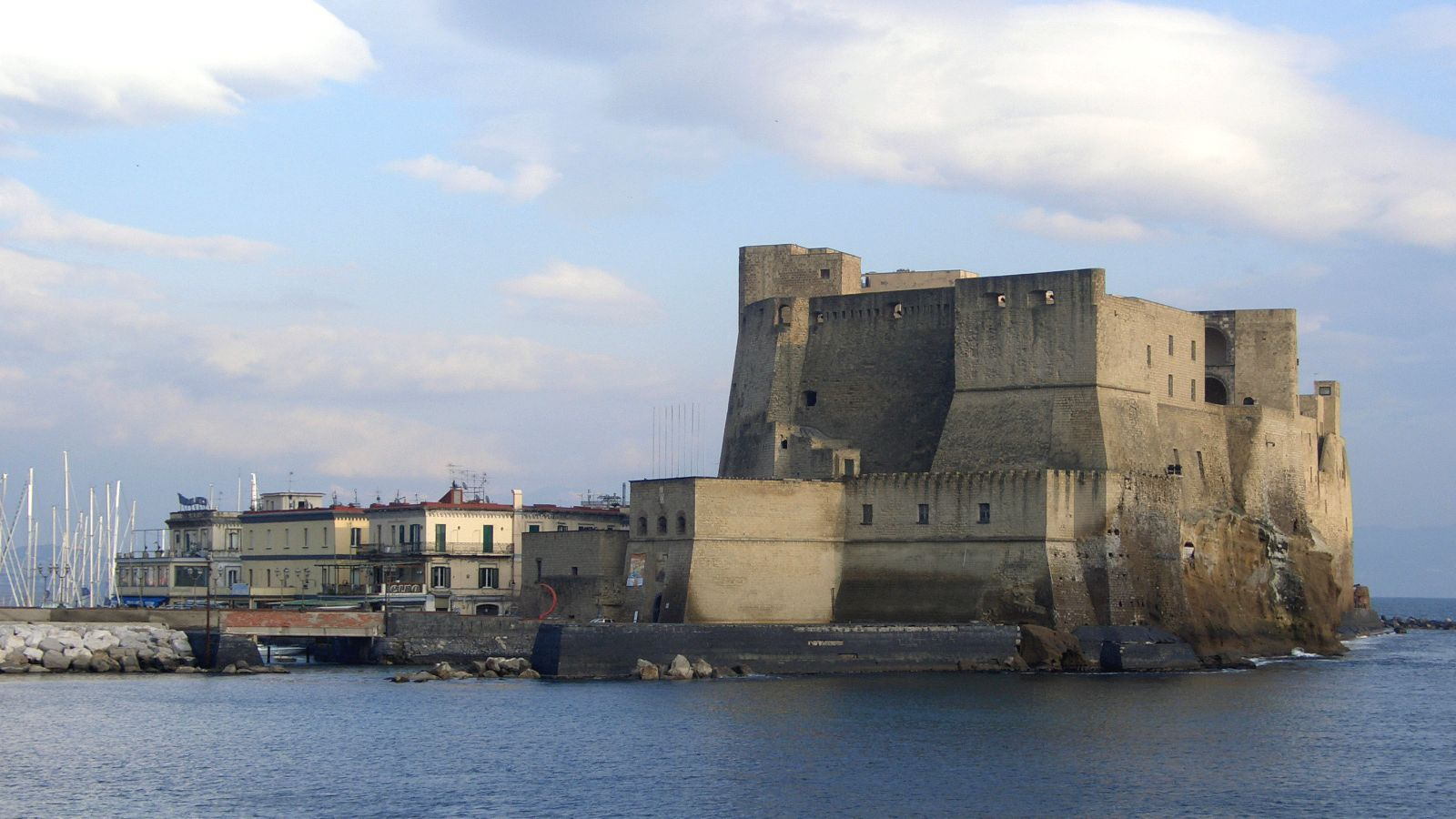
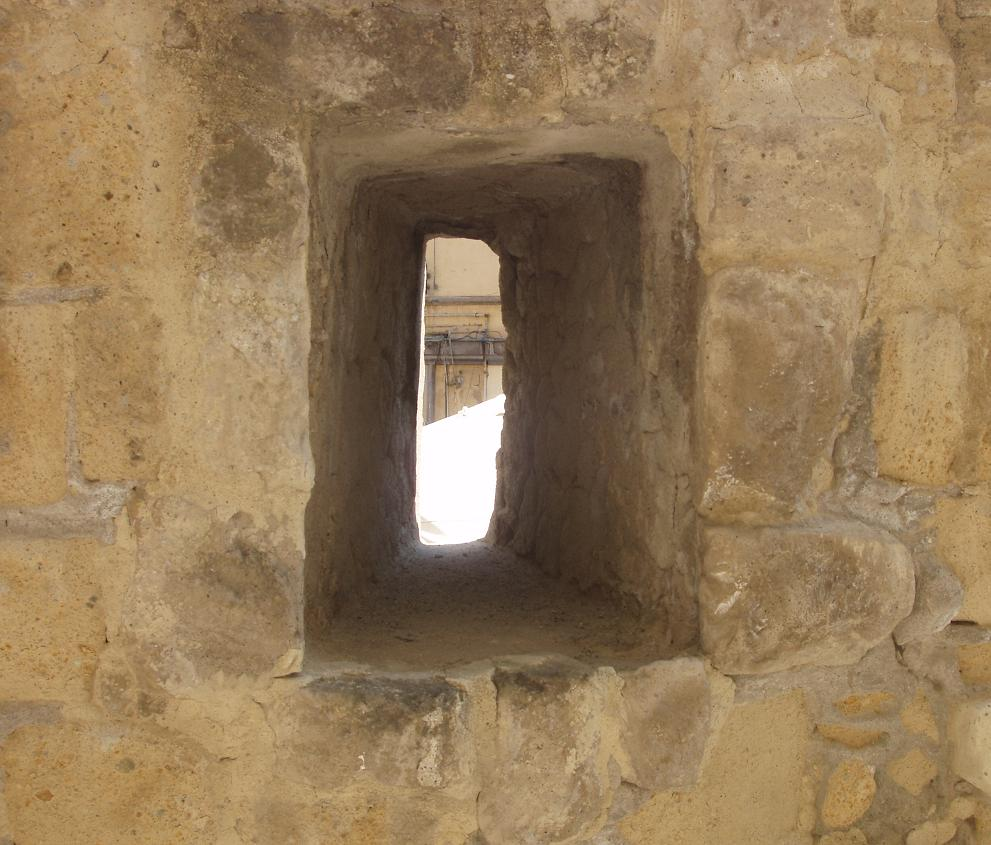